# James Collins
James Collins (Newport, Gales, 23 de agosto de 1983) es un exfutbolista galés que jugaba de defensa.
En octubre de 2020, tras más de un año sin equipo después de abandonar el Ipswich Town F. C. al término de la término de la temporada 2018-19, anunció su retirada.

## Selección nacional
Debutó el 27 de mayo de 2004 con la selección de fútbol de Gales en un partido amistoso contra la selección de fútbol de Noruega, donde el resultado quedó empatado en un 0 a 0, ha jugado 50 partidos internacionales y ha anotado 3 goles.

### Participaciones en Eurocopas
| Copa          | Sede    | Resultado   |
| ------------- | ------- | ----------- |
| Eurocopa 2016 | Francia | Semifinales |

## Clubes
| Club                  | País       | Año       |
| --------------------- | ---------- | --------- |
| Cardiff City F. C.    | Gales      | 2000-2005 |
| West Ham United F. C. | Inglaterra | 2005-2009 |
| Aston Villa F. C.     | Inglaterra | 2009-2012 |
| West Ham United F. C. | Inglaterra | 2012-2018 |
| Ipswich Town F. C.    | Inglaterra | 2019      |